# 宇津木組
宇津木組（宇津木組）位於北海道本部的設置，日本的黑社會指定暴力團之一 六代目山口組旗下的3次團體。隸屬上部團體為 三代目誠友會。

## 下部團體（山口組的4次團體）
- 砂子組
- 薮田組
- 長屋組